# Hiéroglyphe égyptien C5
Le hiéroglyphe égyptien C5 (Khnoum assis tenant la croix ânkh) est classifié dans la section C « Divinités anthropomorphes » de la liste de Gardiner ; il y est noté C5.

## Représentation
Il représente le dieu Khnoum sous forme criocéphale (Ovis longipes palaeoaegyptiacus) assis portant la croix ânkh (hiéroglyphe S34) dans ses mains. Il est translittéré Ḫnmw.

## Utilisation
| W9 | w | C5 |

| W9 | w | C5 |

| C4 |

| C4 |